# El hombre de la isla
El hombre de la isla es una película dramática española de 1959 dirigida por Vicente Escrivá, con guion escrito por él mismo, y protagonizada por Francisco Rabal y Marga López.

## Sinopsis
Berta (Marga López) es una joven extranjera que llega a un pequeño pueblo de pescadores para casarse con Lorenzo (Francisco Rabal), propietario de una isla y al que sólo conoce por correspondencia. Los primeros días de su matrimonio son una constante decepción, al comprobar que su marido no tiene ningún parecido con el autor de las cartas, ya que vive amargado y es odiado por todos los que le rodean.

## Reparto
- Francisco Rabal - Lorenzo
- Marga López - Berta
- Pilar Cansino - Violeta
- Manolo Zarzo - Antonio
- Antonio Ferrandis - José
- Mario Berriatúa - Jorge
- Un pez llamado Nino - el Pez Nino

## Premios y nominaciones
17.ª edición de las Medallas del Círculo de Escritores Cinematográficos
| Categoría        | Nominación       | Resultado |
| ---------------- | ---------------- | --------- |
| Mejor actor      | Francisco Rabal  | Ganador   |
| Mejor fotografía | Cecilio Paniagua | Ganador   |
| Premio Jimeno    | Vicente Escrivá  | Ganador   |